# 卡登皮諾

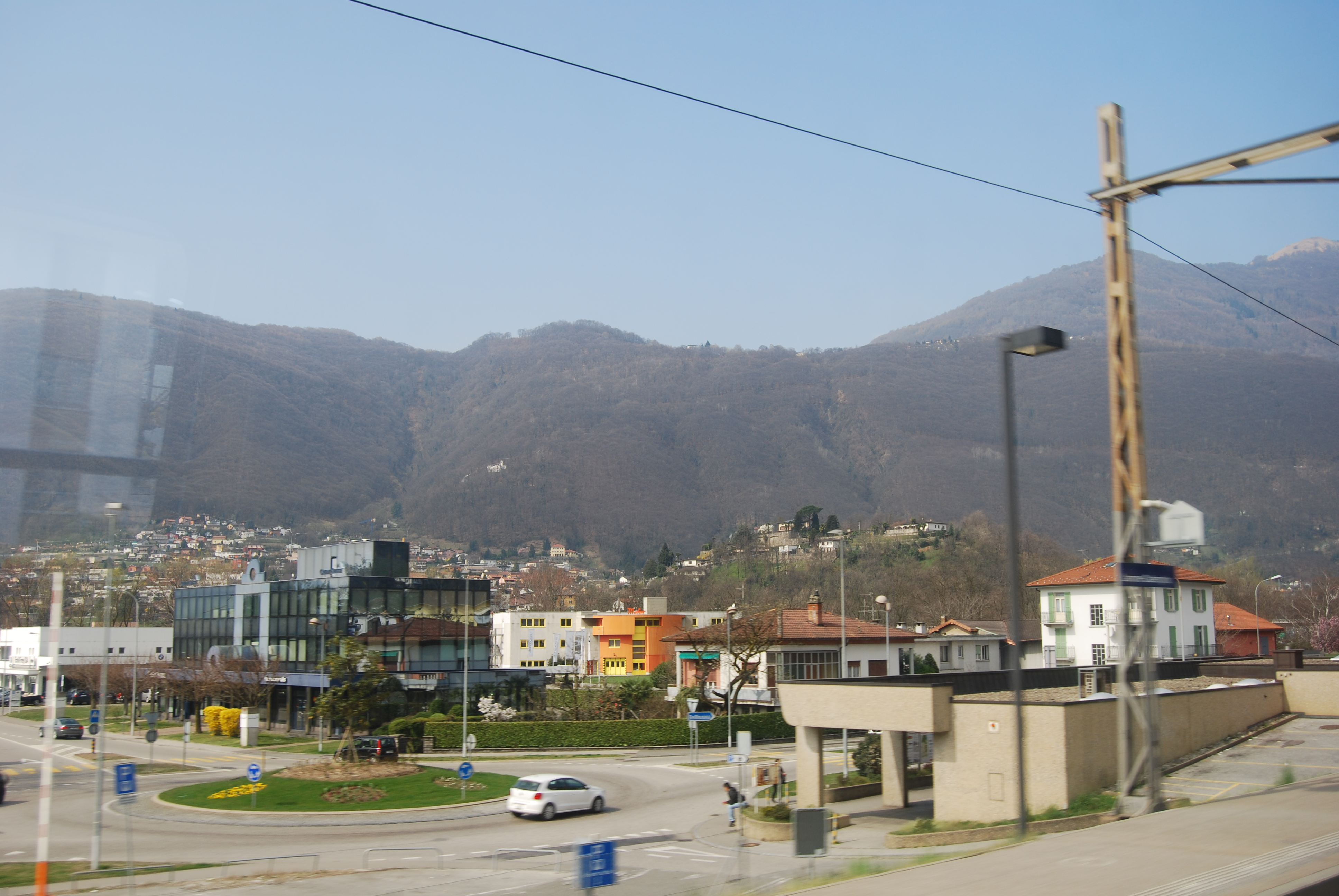

卡登皮諾（Cadempino）是瑞士的城鎮，位於該國南部，由提契諾州負責管轄，面積.76平方公里，海拔高度315米，2011年人口1,446，八成人口信奉羅馬天主教，人口密度每平方公里1903人。

## 外部連結
- Official website （意大利文）